# San Agustín Ostotipan
San Agustín Ostotipan är en ort i Mexiko.   Den ligger i kommunen Mártir de Cuilapan och delstaten Guerrero, i den södra delen av landet, 170 km söder om huvudstaden Mexico City. San Agustín Ostotipan ligger 539 meter över havet och antalet invånare är 591.
Terrängen runt San Agustín Ostotipan är kuperad åt nordväst, men åt sydost är den bergig. San Agustín Ostotipan ligger nere i en dal. Runt San Agustín Ostotipan är det ganska glesbefolkat, med 29 invånare per kvadratkilometer. Närmaste större samhälle är San Agustín Oapan, 10,1 km väster om San Agustín Ostotipan. I omgivningarna runt San Agustín Ostotipan växer huvudsakligen savannskog.